# Дикий Юрій Борисович
Юрій Борисович Дикий — український піаніст, педагог, професор кафедри спеціального фортепіано ОДМА ім. А. В. Нежданової до жовтня 2009 року. Глава Місії Д. Ойстраха та С. Ріхтера з дня заснування у 2003 році. Член Національної спілки журналістів України.
Директор міжнародних фестивалів: «Ріхтерфест» (2002, 2005), «Ойстрах-Асамблеї» до 95-річчя Д. Ф. Ойстраха (2003), «Золоті зірки конкурсу ім. П. І. Чайковського», у межах 110-річчя перебування П. І. Чайковського на Україні і в Одесі (2003). Член Всеукраїнського ювілейного комітету до 200-річчя Фредеріка Шопена — 2010 року.

## Відзнаки
- Лауреат муніципальних премій — «Твої імена, Одеса» (2004), «211 відомих одеситів» (2005).
- Нагороджений Пам'ятною медаллю за порятунок церкви Св. Павла в Одесі (кірхи) — 2010.